# سهیلی (بوشهر)
سهیلی روستایی از توابع بخش چغادک شهرستان بوشهر در استان بوشهر ایران است.

## جمعیت
این روستا در دهستان چاه‌کوتاه قرار دارد و در سال ۱۳۹۵ جمعیتی کمتر از سه خانوار دارد.